# Sebkha

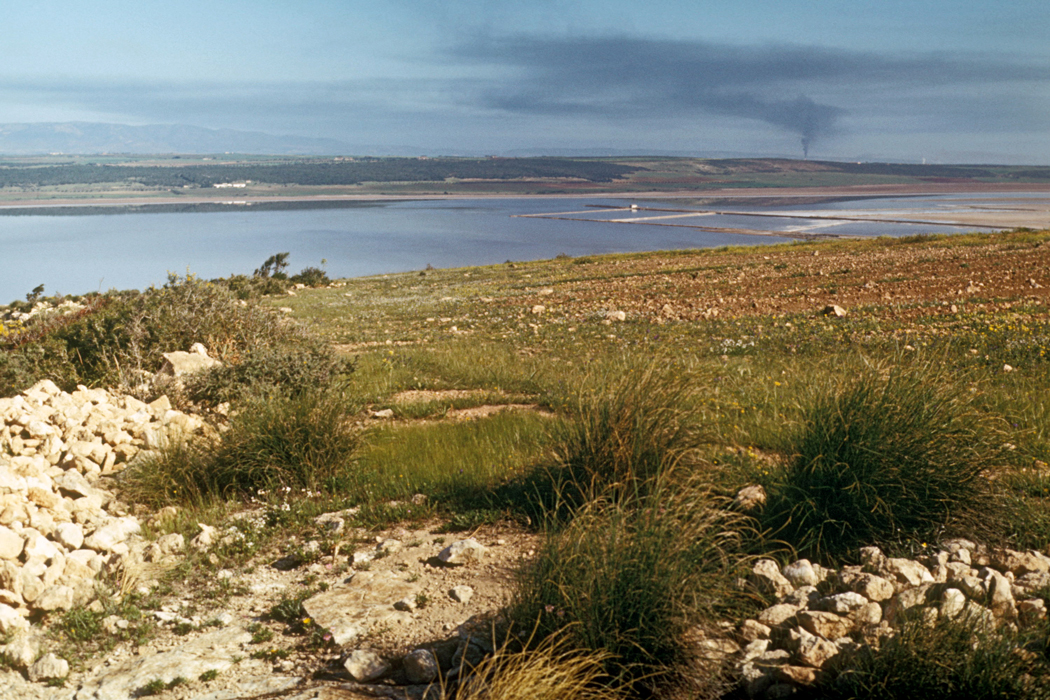
Sebkha de Arzew, no oeste da Argélia

Uma sebkha, sabkha, sabcha, sebkhat ou sebkhet é um termo árabe que significa terreno salgado, laguna salgada ou deserto de sal, que é usado em geologia para designar, em regiões áridas, depósitos sedimentares, semelhantes a duras crostas superficiais que ocupam a parte inferior de uma depressão de alta salinidade e que está mais ou menos separada de um meio marinho. No entanto, o contacto com o meio marinho pode ser permanente, por meio de uma corrente muito fraca (lagoas de águas profundas), ou, pelo contrário, por infiltrações (lagoas pouco profundas). Neste último caso, pode haver derrames periódicos da água salgada para a bacia hidrográfica.
Em ambos os casos, há um aumento da salinidade, uma evaporação importante, a aparição de salmoura e a precipitação de evaporitos (depósitos salinos) no fundo da bacia, se a profundidade é baixa, ou num dos extremos se a profundidade é grande. As sebkhas situam-se em "zonas sobrelitorais", ou seja, imediatamente acima do nível das marés altas e formam-se em costas áridas.
Encontram-se sebkhas principalmente nas costas do Norte de África, no Médio Oriente, na Baixa Califórnia e na Baía Shark, na Austrália.